# NGC 4202
NGC 4202 је спирална галаксија у сазвежђу Девица која се налази на NGC листи објеката дубоког неба.
Деклинација објекта је - 1° 3' 50" а ректасцензија 12h 18m 8,5s. Привидна величина (магнитуда) објекта NGC 4202 износи 13,7 а фотографска магнитуда 14,5. NGC 4202 је још познат и под ознакама UGC 7337, MCG 0-31-46, CGCG 13-121, Todd 18, PGC 39495.